# Baratranthus mabaeoides
Baratranthus mabaeoides är en tvåhjärtbladig växtart som först beskrevs av Trim., och fick sitt nu gällande namn av Danser. Baratranthus mabaeoides ingår i släktet Baratranthus och familjen Loranthaceae. Inga underarter finns listade i Catalogue of Life.